# La virgencita de madera
La virgencita de madera es una película argentina en blanco y negro dirigida por Sebastián M. Naón según guion de Ricardo Hicken sobre su obra teatral del mismo nombre, que se estrenó el 21 de abril de 1937 y que tuvo como protagonistas a Emma Martínez, César Ratti y Pepe Ratti. La obra teatral representada por la compañía encabezada por Ratti fue un gran éxito con 800 representaciones en sólo dos años.
En el filme actuaron José Tinelli y su orquesta típica con los cantantes Rodolfo Martínez y Chola Bosch y el dúo Buono-Striano.

## Sinopsis
Un joven millonario aburrido que se va a vivir con tres desocupados se involucra en la construcción de una capilla.

## Reparto
- Alberto Bello
- Chola Bosch
- Carlos Castro (Castrito)
- Inés Edmonson
- Emma Martínez
- Ángeles Martínez
- Osvaldo Moreno
- Arturo Palito
- César Ratti
- Pepe Ratti
- Amanda Santalla

## Comentario
Roland opinó en Crítica:

"Las características de la narración, eminentemente episódica y disparadamente festiva, no resisten una disposición tal ni admiten un análisis de valores"